# Beneath the Skin (film 2015)
Beneath the Skin è un film del 2015 diretto da Michael Mackinnley e Aaron Ellis.

## Trama
In seguito alla morte della madre, lo studente britannico Joshua è costretto a trasferirsi in Canada per vivere col padre. Qui fa conoscenza con Jay, un aspirante artista americano che i genitori hanno buttano fuori di casa perché gay. Nonostante la negatività che li circonda,  i due si avvicinano sempre di più fino a diventare una coppia. Tuttavia, alla fine saranno costretti a separati perché Joshua viene espulso dalla scuola e deve tornare in Inghilterra.

## Riconoscimenti
- 2015 - Accolade Competition
  - Award of Merit
- 2016 - IFS Award
  - Miglior film LGBT
  - Nomination Miglior film
- 2016 - IndieFEST Film Awards
  - Attore protagonista a Aaron Ellis
  - Feature Narrative